# Milly (cantante)
Milly, pseudonimo di Carolina Francesca Giuseppina Mignone (Alessandria, 26 febbraio 1905 – Nepi, 22 settembre 1980), è stata una cantante e attrice italiana. Al cinema spesso è stata accreditata come Milly Monti, mentre in America era nota come Mili Monti.

## Biografia

Milly nel 1932

Viene cresciuta dalla madre (il padre abbandona la famiglia nel 1910) insieme alla sorella Gaetana Cesira, detta Mitì, ed al fratello Ottone, detto Totò; da adolescente inizia a lavorare al Teatro Fiandra nella sua città natale, dove debutta come cantante nel 1924; forma poi un trio con i fratelli, con cui inizia a cantare negli spettacoli di avanspettacolo e di rivista. In quel periodo frequenta il principe Umberto di Savoia.
Lavora come soubrette con Isa Bluette, Odoardo Spadaro, Umberto Melnati e i fratelli De Filippo, recitando anche in operette come Ottilia nella prima italiana di Al cavallino bianco con il fratello Totò Mignone al Teatro Lirico di Milano nel 1931 ed al Teatro Reinach di Parma nel 1932. Nel 1934 il regista Mario Mattoli (divenuto poi suo cognato, avendo sposato la sorella Miti, con conseguente fine dell'esperienza del trio) la chiama per recitare in Tempo massimo (nel cinema aveva già debuttato due anni prima, in Cinque a zero di Mario Bonnard); in seguito lavora con Vittorio De Sica in Amo te sola, sempre di Mattoli. Nello stesso periodo incide i primi 78 giri e ottiene un buon successo soprattutto nel 1929 con Stramilano. Ha anche amicizie e carteggi con alcuni importanti intellettuali torinesi, da Cesare Pavese a Franco Antonicelli.
Dopo un periodo trascorso in America, dove vive con una compagna da cui si separerà nel secondo dopoguerra, torna con successo sulle scene italiane nel 1955 ne L'opera da tre soldi di Bertolt Brecht, allestita dal Piccolo Teatro di Milano con la regia di Giorgio Strehler, in cui si rivela valente interprete drammatica nella parte di Jenny delle Spelonche, in coppia con Tino Carraro (nel ruolo di Mackie Messer). Nel 1957 e nel 1958 alla radio affianca Corrado nel programma Il Caffè dei vecchi amici. Nel 1962 è protagonista, insieme ad Enzo Jannacci, Tino Carraro, Sandra Mantovani e Anna Nogara, dello spettacolo di poesia e musica milanese Milanìn Milanon (in seguito anche pubblicato su disco), elaborato da Roberto Leydi con la regia di Filippo Crivelli e l'accompagnamento musicale del maestro Roberto Negri.

Milly mentre registra uno spettacolo televisivo del 1965

Nel 1964 incide la canzone Autunno a Milano, scritta da Piero Ciampi, quindi inserisce nel repertorio brani dei nuovi esponenti del cantautorato italiano (Enzo Jannacci, Fabrizio De André, Mario Pogliotti, Nanni Svampa, ecc.).
Spesso ospite in televisione, dove veniva chiamata ad interpretare canzoni degli anni venti, trenta e quaranta, si ricordano soprattutto le sue apparizioni a fianco di Mina (che diventerà anche la sua discografica, quando Milly inciderà per la PDU). Di rilievo la partecipazione a Studio Uno, nell'edizione del 1965 diretta da Antonello Falqui, come ospite fissa con la rubrica di canzoni del repertorio tra le due guerre mondiali, cantate in una magnifica ambientazione a tinta unita (fondale, vestiti e pianoforte), prima in nero e poi in bianco, talvolta in duetto con Lelio Luttazzi, oltre a partecipare alle fantasie musicali a chiusura di ogni puntata. La sua partecipazione era aperta da una sigla cantata e ballata, ogni volta diversa ma chiusa sempre con la frase "come nei mille, mille, mille, ritornelli di Milly", che ricordava con nostalgia la classe delle canzoni d'amore "di una volta", ma anche l'ironia, talvolta spavalda, e l'ingenuità dei testi, che la stessa Milly presentava con una breve introduzione parlata.
Non abbandona nel frattempo l'attività dal vivo, esibendosi in molti spettacoli, tra cui il recital L'amore e la guerra, con Achille Millo; torna anche a dedicarsi, seppur sporadicamente, al cinema, (Il conformista, 1970, di Bernardo Bertolucci). Negli anni '70 tenne numerosi concerti a Milano al Teatro Filodrammatici e alla Civica Scuola del Piccolo Teatro con la regia di Filippo Crivelli, che curò anche il trionfale recital alla Piccola Scala dove Milly interpretava ben 50 brani. L'ultimo recital è a Palermo, il 3 agosto 1980. Nel 1972 è uscito l'album D'amore e di libertà, il quale fu successivamente ristampato nel 1997 con il titolo di La leggenda di Milly.
Nel 1996 la cantante Raffaella De Vita le ha reso omaggio, con l'album Milly voce notturna.

## Discografia

### Album in studio
- 1964 – Stramilano
- 1965 – Il palcoscenico di Milly
- 1966 – Cabaret italiano fra due guerre 1917-1943
- 1969 – Canzoni e personaggi del cabaret di oggi
- 1972 – D'amore e di libertà
- 1974 – Tante storie d'amore e di follia (con Pino Calvi)
- 1977 – Goliardia anni '30 (con Carlo Pierangeli)
- 1980 – Addio Tabarin...

### EP
- 1964 – Cabaret all'italiana
- 1965 – Milly 1

### Singoli
- 1965 – Passa la ronda/Scettico blues
- 1965 – Donna e giornale/La signora di trent'anni fa
- 1966 - Cara felicità/This Is My Song
- 1967 – Corre la giostra/Un Regard, Un Sourure
- 1975 – Scarpe nuove/Giovedì speciale

## Filmografia

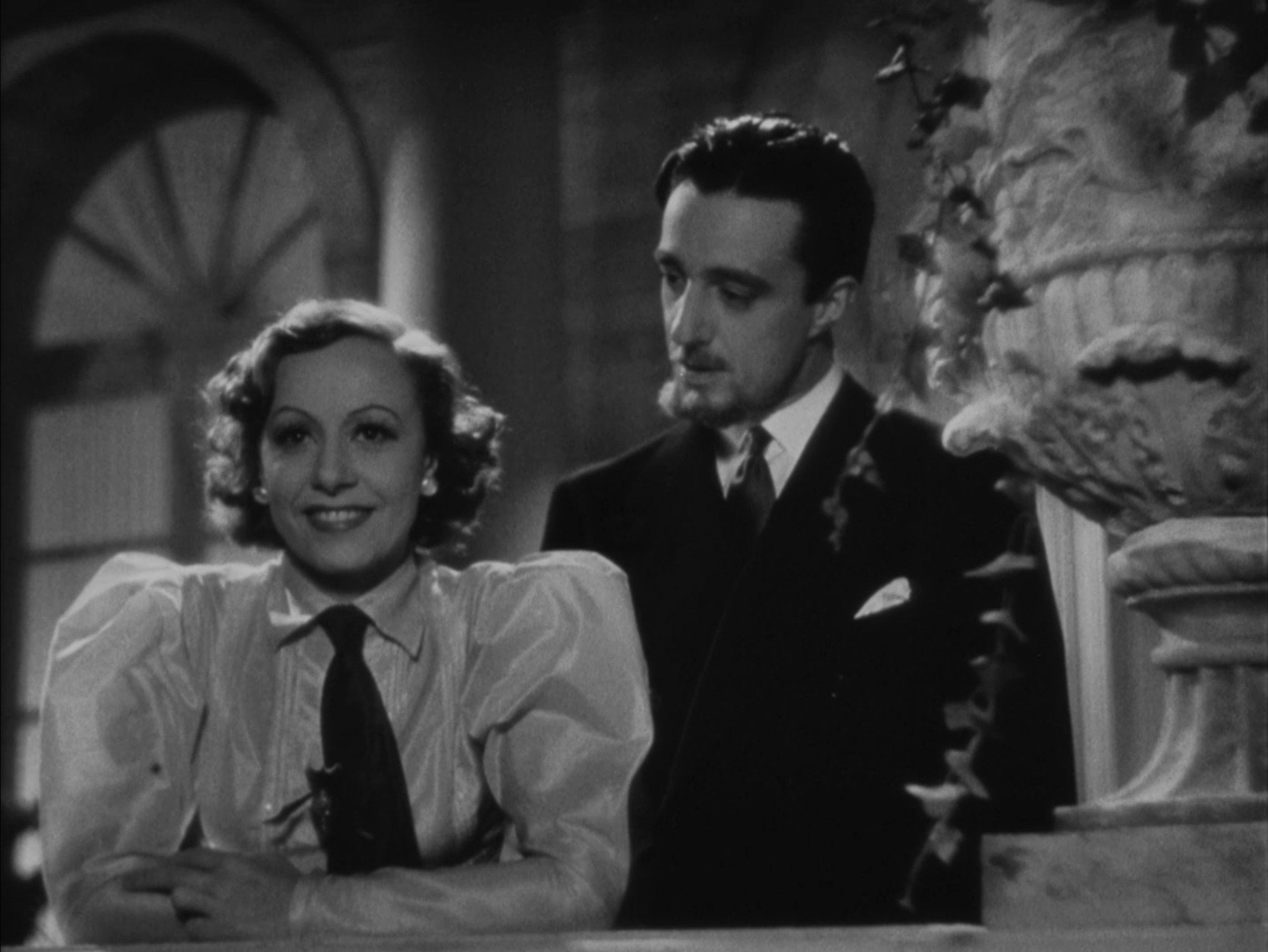
Milly con Vittorio De Sica in Tempo massimo (1934)

- Cinque a zero, regia di Mario Bonnard (1932)
- Tre uomini in frak, regia di Mario Bonnard (1932)
- Tempo massimo, regia di Mario Mattoli (1934)
- Amo te sola, regia di Mario Mattoli (1935)
- Musica in piazza, regia di Mario Mattoli (1936)
- L'uomo di paglia, regia di Pietro Germi (1958)
- Nella città l'inferno, regia di Renato Castellani (1959)
- Dolci inganni, regia di Alberto Lattuada (1960)
- Laura nuda, regia di Nicolò Ferrari (1961)
- Giorno per giorno disperatamente, regia di Alfredo Giannetti (1961)
- Metti, una sera a cena, regia di Giuseppe Patroni Griffi (1969)
- Il conformista, regia di Bernardo Bertolucci (1970)